# トリコロールマーメイズ
トリコロールマーメイズ（Tricolore Mermaids）は、日本プロサッカーリーグ（Jリーグ）に加盟する横浜F・マリノスのオフィシャルチアリーダーズ。

## 概要
2005年から横浜F・マリノスのホームゲームで不定期にパフォーマンスを行っていたランサーズを母体として2007年に創設された公式チアリーディングチームのトリコロールランサーズを前身に、2008年6月28日に前岡宏佳プロデューサーの下でトリコロールマーメイズの活動を開始した。
トリコロールランサーズの創設メンバーである須須木麻莉子を筆頭として2009年に後のキャプテン西口沙織が入団、2011年には後のミス日本ファイナリスト平井絢野、元Blue Windsの田島彩、元dianaの新山陽子（トップチーム昇格は2013年）といった実力者が一気に加入し、2012年に発売された「2012横浜F・マリノス20周年記念オフィシャルトレーディングカード」では当時の全メンバー9人のレギュラーカードに加えて、人気メンバー3人（平井絢野、大川あやか、石井理菜）の直筆サインカードがJリーグクラブの公式チアリーディングチームとして初めて収録されるほどの人気ぶりで黄金時代を迎えた。
2013年には後のキャプテン小野寺彩乃が入団し新山陽子がトップチームに昇格、同年からは毎年2月に自主公演の単独チアステージを開催している。
2022年に「公式チアリーディングチーム」から「オフィシャルチアリーダーズ」にチームタイトルを変更すると同時に体制を大幅に刷新、2021年限りでチアリーダーを引退した須須木麻莉子が大塚愛美の後任としてディレクターに、同じく引退した新山陽子、平井沙樹、久貝愛梨が新設されたアドバイザーに就任した。
2024年にはZgirlsで活躍していた元キャプテンの小野寺彩乃が復帰、同年のFUJIFILM SUPER CUPで行われた「Jリーグチア大集合」には井上琉那と飯野里美が参加した。
2025年には再び新体制が発足、須須木麻莉子が退任したディレクターの後任に新山陽子が就任し、アドバイザーの平井沙樹が新設されたテクニカルディレクターに就任、久貝愛梨はアドバイザーを退任した。

## スタッフ
プロデューサー
- 前岡宏佳 2008-

ディレクター
- 大塚愛美 2017-2021
- 須須木麻莉子 2022-2024
- 新山陽子 2025-

テクニカルディレクター
- 平井沙樹 2025-

アドバイザー
- 新山陽子 2022-2024
- 平井沙樹 2022-2024
- 久貝愛梨 2022-2024

## メンバー

### 主なメンバー
- 須須木麻莉子 2008-2021
- 西口沙織 2009-2015
- 平井絢野 2011-2013
- 田島彩 2011-2015
- 小野寺彩乃 2013-2018, 2024-
- 新山陽子 2013-2021

### 歴代メンバー
2025年
| - 井上琉那（6年目、キャプテン） - 飯野里美（5年目、副キャプテン） - 鈴木萌紅（3年目） - 岡田彩音（2年目） | - 小野寺彩乃（2年目） - 岸田奈々（2年目） - 影山楓（2年目） - 山崎綾美（1年目） | - Kurumi（1年目） - Sakurano（1年目） - Hime（1年目） |

2024年
| - 井上琉那（5年目、キャプテン） - 土屋咲季（4年目、副キャプテン） - 飯野里美（4年目、副キャプテン） - 鈴木萌紅（2年目） | - 岡田彩音（1年目） - 小野寺彩乃（1年目） - 木村渚（1年目） - 岸田奈々（1年目） | - 影山楓（1年目） - Megumi（2年目） - Yui（1年目） |

2023年
| - 相澤佳央（5年目、キャプテン） - 井上琉那（4年目、副キャプテン） - 土屋咲季（3年目） - 飯野里美（3年目） | - 鈴木萌紅（1年目） - Aika（1年目） - Saika（1年目） | - Honoka（1年目） - Marika（1年目） - Megumi（1年目） |

2022年
| - 相澤佳央（4年目、キャプテン） - 井上琉那（3年目、副キャプテン） - 土屋咲季（2年目） | - 飯野里美（2年目） - 齋藤美羽（2年目） - Kanako（1年目） | - Hiyo（1年目） - Mana（1年目） - Manami（1年目） |

2021年
| - 久貝愛梨（7年目、キャプテン） - 小澤仁美（4年目、副キャプテン） - 相澤佳央（3年目、副キャプテン） - 須須木麻莉子（14年目） - 新山陽子（9年目） - 平井沙樹（8年目） | - 井上琉那（2年目） - 松崎夏帆（1年目） - 土屋咲季（1年目） - 飯野里美（1年目） - 齋藤美羽（1年目） - Ai（3年目） | - Runa（3年目） - Akira（1年目） - Tomomi（1年目） - Mao（1年目） - Midori（1年目） |

2020年
| - 久貝愛梨（6年目、キャプテン） - 小澤仁美（3年目、副キャプテン） - 相澤佳央（2年目、副キャプテン） - 須須木麻莉子（13年目） | - 新山陽子（8年目） - 平井沙樹（7年目） - 丸山愛里（5年目） - 井上琉那（1年目） | - Yui（4年目） - Ai（2年目） - Runa（2年目） |

2019年
| - 久貝愛梨（5年目、キャプテン） - 須須木麻莉子（12年目） - 新山陽子（7年目） - 平井沙樹（6年目） | - 丸山愛里（4年目） - 小澤仁美（2年目） - 相澤佳央（1年目） | - Yui（3年目） - Ai（1年目） - Runa（1年目） |

2018年
| - 小野寺彩乃（6年目、キャプテン） - 須須木麻莉子（11年目） - 新山陽子（6年目） | - 平井沙樹（5年目） - 久貝愛梨（4年目） - 丸山愛里（3年目） | - 小澤仁美（1年目） - Yui（2年目） |

2017年
| - 小野寺彩乃（5年目、キャプテン） - 須須木麻莉子（10年目） - 新山陽子（5年目） | - 平井沙樹（4年目） - 久貝愛梨（3年目） | - 丸山愛里（2年目） - Yui（1年目） |

2016年
| - 小野寺彩乃（4年目、キャプテン） - 須須木麻莉子（9年目） - 新山陽子（4年目） | - 平井沙樹（3年目） - 久貝愛梨（2年目） - 伊東彩音（2年目） | - 大塚愛美（2年目） - 丸山愛里（1年目） |

2015年
| - 西口沙織（7年目、キャプテン） - 須須木麻莉子（8年目） - 田島彩（5年目） | - 小野寺彩乃（3年目） - 新山陽子（3年目） - 平井沙樹（2年目） | - 久貝愛梨（1年目） - 伊東彩音（1年目） - 大塚愛美（1年目） |

2014年
| - 西口沙織（6年目、キャプテン） - 須須木麻莉子（7年目） | - 田島彩（4年目） - 小野寺彩乃（2年目） | - 新山陽子（2年目） - 平井沙樹（1年目） |

2013年
| - 西口沙織（5年目、キャプテン） - 平井絢野（3年目、副キャプテン） - 須須木麻莉子（6年目） | - 田島彩（3年目） - 小野寺彩乃（1年目） - 新山陽子（1年目） | - 加藤幸恵 - 吉田美里 |

2012年
| - 西口沙織（4年目、キャプテン） - 平井絢野（2年目、副キャプテン） - 須須木麻莉子（5年目） | - 田島彩（2年目） - 大川あやか - 西井戸香澄 | - 加藤幸恵 - 舟山菜波 - 石井理菜 |

2011年
| - 須須木麻莉子（4年目） - 西口沙織（3年目） | - 田島彩（1年目） | - 平井絢野（1年目） |

2010年
| - 須須木麻莉子（3年目） | - 西口沙織（2年目） |

2009年
| - 須須木麻莉子（2年目） | - 西口沙織（1年目） |

2008年
- 須須木麻莉子（1年目）